# Leopoldia
Leopoldia es un género  de plantas herbáceas, perennes y bulbosas perteneciente a la subfamilia de las escilóideas dentro de las asparagáceas. Comprende unas 40  especies. 

## Descripción
Leopoldia se puede distinguir de Muscari por ser plantas generalmente más altas y que tiene picos más abiertos o racimos de flores, causadas por las flores individuales que están más espaciadas. Las flores fértiles inferiores son relativamente largas, a menudo en forma de urna o tubular y son de color blanco, amarillo, verde o marrón, pero nunca azul. El color de los lóbulos es una función de diagnóstico en la identificación de las especies. En la parte superior del racimo por lo general hay un mechón de color violeta brillante, azul o rosa  de flores estériles.

## Taxonomía
El género fue descrito por Filippo Parlatore   y publicado en Flora Palermitana 1: 435. 1845.

## Listado de especies
- Leopoldia bicolor (Boiss.) Eig & Feinbrun
- Leopoldia caucasica (Griseb.) Losinsk.
- Leopoldia comosa (L.) Parl.
- Leopoldia cycladica (P.H.Davis & D.C.Stuart) Garbari
- Leopoldia eburnea Eig & Feinbrun
- Leopoldia gussonei Parl.
- Leopoldia longipes (Boiss.) Losinsk.
- Leopoldia maritima (Desf.) Parl.
- Leopoldia tenuiflora (Tausch) Heldr.
- Leopoldia weissii Freyn